# 이리 지구
이리 지구(伊犁地区)는 현재 이리 카자흐 자치주의 직할로 관리되는 지역에 2001년까지 있었던 지구이다. 신장 소속의 제티수 범위와 유사하다.